# Miranda Ayim
Miranda Ayim (6 de maio de 1988) é uma basquetebolista profissional canadense.

## Carreira
Miranda Ayim integrou a Seleção Canadense de Basquetebol Feminino, em Londres 2012 e Rio 2016.